# SUMKA
Die Nationalsozialistische Arbeiterpartei Irans (persisch حزب سوسیالیست ملی کارگران ایران Ḥezb-e Sosīâlīst-e Mellī-e Kârgərân-e Īrân), besser bekannt durch ihre Abkürzung SUMKA (persisch سومکا), war eine Neo-Nazi-Partei im Iran.

## Gründung
Die Partei wurde 1952 von Davoud Monchi-Zadeh gegründet und hatte geringe Unterstützung an iranischen Universitäten. Kritiker des letzten iranischen Schahs Mohammad Reza Pahlavi behaupten, dass er einmal die SUMKA direkt finanziert hat.

## Entwicklung
Die SUMKA wurde kurzzeitig von jungen iranischen Nationalisten unterstützt, unter anderem von Dariush Homayoon, der am Anfang Mitglied war und später im Land prominent wurde. Monshizadeh war ein Bewunderer von Adolf Hitler und ihm gefielen das Auftreten und die Methoden der NSDAP, wie z. B. deren Militarismus und der Hitlergruß. Daher übernahm die SUMKA das Hakenkreuz und schwarze Hemden als Teil ihrer Uniform.
Während der kurzen Zeit, in der die Partei Einfluss hatte, war sie entschieden gegen die Regierung von Mohammed Mossadegh und arbeitete mit Fazlollah Zahedi in der Opposition. 1953 gehörte sie zu einer großen Gruppe von Zahedi-Anhängern, die zu Mohammad Reza Pahlavis Palast marschierten und den Sturz Mossadeghs forderten. Die Partei wurde daraufhin mit Straßengewalt gegen die Unterstützer von Mossadegh und der kommunistischen Tudeh-Partei in Verbindung gebracht.

## Stoßtrupp
Die Partei hatte einen „Stoßtrupp“ (guruhe hamle) mit einer geschätzten Größe von 100 Mitgliedern, die offen die Mitglieder der Tudeh-Partei und des sowjetischen Kulturzentrums und ungarischen Handelsbüros in Teheran angriffen. Oberst Fateh, ein pensionierter Offizier der iranischen Luftwaffe, war verantwortlich für die Ausbildung der Einheit.

## Finanzierung
Oberst Fateh war der offizielle Patron der SUMKA. Nach dem Putsch 1953 erhielt die Partei eine monatliche Zuwendung von 2500 Iranischen Rial von der Polizei und anderen Sicherheitsbehörden. 1958 erhielt Monshizadeh 7000 US-Dollar vom iranischen Geheimdienst SAVAK um in die USA auszureisen. Die Partei war möglicherweise auch von ausländischen Botschaften im Iran finanziert. Im April 1952 berichtete die iranische Polizei, dass Davoud Monchi-Zadeh versuchte die britische Botschaft zu kontaktieren, um finanzielle Unterstützung zu bekommen. Dies wurde angeblich von der Central Intelligence Agency (CIA) finanziert.

## Nachwirkungen
Befürworter des Nationalsozialismus gibt es weiterhin im Iran und sind vor allem im Internet aktiv. Unter iranischen Jugendlichen wächst seit 2010 langsam eine kleine Minderheit von Unterstützern.